# Guillaume de Thieulloy
Pour les articles homonymes, voir Thieulloy.
Guillaume Jourdain de Thieulloy, né le 30 avril 1973, est un journaliste, éditeur et militant politique d'extrême droite français.
Docteur en études politiques, il est un spécialiste de la théologie politique et de la philosophie thomiste. Militant catholique, il détient par ailleurs l'entreprise GT éditions, qui assure la diffusion des sites Nouvelles de France, Le Salon beige et L'Observatoire de la christianophobie.

## Biographie

### Origines familiales
Guillaume Jourdain de Thieulloy est issu d'une famille de marchands picards anoblis sous le règne du roi Louis XV. Son ancêtre Robert François Jourdain (1685-1757), marchand, échevin d'Amiens, a acquis la noblesse par une charge de secrétaire du roi, maison et couronne de France près la Grande Chancellerie de France (20 décembre 1737-1757),. Vers la même époque, il a reçu d'une tante en donation la seigneurie de Thieulloy, dont il prit le nom et où se trouve le château de Thieulloy. Un autre de ses ancêtres, Edmond Jourdain de Thieulloy (1801-1886) a été fait comte romain et comte Jourdain de Thieulloy par le pape Pie IX en 1856.

### Formation
Guillaume de Thieulloy, un moment séminariste à Saint-Sulpice, obtient en juin 2002 le titre de docteur en études politiques de l'École des hautes études en sciences sociales pour sa thèse dirigée par Pierre Manent : La pensée politique néothomiste : étude à partir du cas de Jacques Maritain. Sa thèse obtient en 2002 le prix Raymond-Aron.
Il fut de 2003 à 2014 l'un des assistants parlementaires de Jean-Claude Gaudin, président du groupe UMP au Sénat. Depuis 2017, il est salarié par Sébastien Meurant.

### Activités médiatiques
Détenteur de l'entreprise de presse GT éditions, Guillaume de Thieulloy est à la tête d'un véritable réseau de médias et sites d’extrême droite,. Ancien journaliste à Famille chrétienne, il finance et dirige la publication de L'Observatoire de la christianophobie — blogue qui recense les « actes anti-chrétiens » en France et des persécutions à l’international —, est directeur de publication du Salon beige — blogue catholique conservateur d'extrême-droite —,. Il dirige également Nouvelles de France — revue libérale-conservatrice de « réinformation » — qu'il a cofondée en 2010, L'Osservatore Vaticano — blogue d'actualité sur l'Église catholique —, le portail Riposte catholique — fédérant plusieurs blogs catholiques —, le magazine Les 4 Vérités — hebdomadaire libéral et chrétien — ou encore les éditions Muller, maison d'édition publiant, depuis son rachat, des ouvrages contre l'immigration, ou les Mémoires de Jean-Marie Le Pen. Il est également le créateur du Collectif Famille Mariage (CFM) et préside Defensor Christi, une association (loi 1901) ayant vocation à « mettre en place une mission de sensibilisation au parlement à Bruxelles et à créer un groupe de défense juridique des chrétiens au niveau européen ». Il dirigait en 2013 une lettre d’information islamophobe, Islam confidentiel.
Les médias qu'il dirige « forment la tête de pont de la sphère catholique traditionaliste et intégriste française », selon le quotidien Libération, un « groupe de sites d’extrême droite » pour Jean-Dominique Merchet.
En 2013, il fait partie des parrains du projet Notre antenne, qui aboutit l'année suivante à la création de TV Libertés. Il est aussi délégué général, puis vice-président de la Fondation de service politique, un think tank, et responsable de la rédaction de la revue de cette dernière, Liberté politique.
De mars 2014 à juin 2016, il anime l'une des deux parties du Libre journal de chrétienté, dirigé par Daniel Hamiche sur Radio Courtoisie. Il présente ensuite, à partir de septembre 2016, l'émission religieuse Terres de mission sur TV Libertés, avec Jean-Pierre Maugendre, président de l'association Renaissance catholique, et Daniel Hamiche.

### Condamnation pour injure homophobe
À la suite de la publication d'un article sur le blog Le salon beige en septembre 2021, les associations Mousse et STOP Homophobie portent plainte pour « incitation à la pratique des « thérapies » de conversion » en décembre 2021,. En septembre 2024, le tribunal correctionnel de Paris condamne Guillaume Jourdain de Thieulloy à retirer les propos du site web sous 15 jours, ainsi qu'à une amende de 1 000 euros.

## Positionnement politique
Actif dans la Manif pour tous, il est qualifié d'« activiste de la droite ultra » par le politologue Gaël Brustier.
Selon La Fachosphère, ouvrage écrit en 2016 par Dominique Albertini (journaliste à Libération) et David Doucet (alors journaliste aux Inrocks), Thieulloy appartiendrait à la « fachosphère » et aurait mis en place une stratégie de diffusion de ses idées via les différents sites catholiques traditionalistes, intégristes, voire xénophobes, édités par GT Editions.
Le quotidien Libération le qualifie de « militant d'extrême droite » et de « rouage important de la fachosphère ».
Proche du maire de Marseille Jean-Claude Gaudin, dont il a été un conseiller avant d’être congédié, il est également son collaborateur parlementaire au Sénat de 2004 à 2013. Il devient collaborateur parlementaire du sénateur LR Sébastien Meurant à partir de 2017.
En 2012, il lance un appel à un référendum sur le site d'Égalité et Réconciliation, pour s'opposer à l'immigration.
En 2014, il s'associe à Béatrice Bourges pour dénoncer des ouvrages proposés aux enfants, et présents dans certaines bibliothèques municipales[Lesquels ?]. Il s'oppose également à la loi Léonetti.
Selon Valeurs actuelles, Guillaume de Thieulloy se définit comme royaliste légitimiste.
Au titre de président de Defensor Christi, il critique ce qu'il qualifie « d'atmosphère délétère en train de plomber la paix civile en France » et « d'hystérie antichrétienne ».
En 2016, à l'occasion du premier tour de la primaire présidentielle des Républicains, il appelle à voter pour Jean-Frédéric Poisson.

## Ouvrages
- Le chevalier de l'absolu : Jacques Maritain entre mystique et politique, Paris, Gallimard, coll. « L'esprit de la cité », 2005, 299 p., (texte remanié de : thèse de doctorat, 2002) (ISBN 2-07-073533-8, BNF 39939671)
  - Chroniqué par : Émile Poulat, « Rubrique Histoire », La Quinzaine littéraire, Paris, no 900,‎ 2005, p. 20
  - Chroniqué par : Guillaume Lagane, « Critique : Jacques Maritain, l'itinéraire d'un converti », Commentaire, vol. 28, no 111,‎ automne 2005, p. 767-769 (lire en ligne)
  - Chroniqué par : Julien Barroche, « Lectures critiques : Jacques Maritain, ce « chevalier de l’absolu » ? », Revue française de science politique, vol. 57, no 6,‎ 2007, p. 822-826 (lire en ligne) DOI 10.3917/rfsp.576.0819
  - Chroniqué par : Jean-Pierre Rioux, « Librairie. Expériences catholiques : Jacques Maritain… », Vingtième Siècle. Revue d'histoire, no 92,‎ 2006, à faire (lire en ligne) DOI 10.3917/ving.092.0211
  - Chroniqué par : Paul Valadier, « Recensions », Études, vol. 402, no 5,‎ 2005, p. 710 (lire en ligne)
- Antihumanisme intégral ? : l'augustinisme de Jacques Maritain, Paris, éditions Pierre Téqui, coll. « Questions disputées : saint Thomas et les thomistes », 2006, 159 p. (ISBN 2-7403-1247-4 et 978-2-7403-1247-6, OCLC 70165610, BNF 40202380)
  - Chroniqué par : G. Salatiello, « Recensiones Philosophia », Gregorianum, Rome, Université pontificale grégorienne, no 88, fascicule no 2,‎ 2007, p. 433-435 (ISSN 0017-4114)[24]
  - Chroniqué par : Julien Barroche, « Lectures critiques : Jacques Maritain, ce « chevalier de l’absolu » ? », Revue française de science politique, vol. 57, no 6,‎ 2007, p. 822-826 (lire en ligne) DOI 10.3917/rfsp.576.0819
- La théologie politique du cardinal Journet, Paris, éditions Pierre Téqui, coll. « Questions disputées : saint Thomas et les thomistes », 2009, 179 p. (ISBN 978-2-7403-1505-7 et 2-7403-1505-8, ISSN 1765-7598, OCLC 495248255, BNF 42092136)
- Olivier Bobineau, Jean-François Petit et Guillaume de Thieulloy, Une société en quête de sens politique, Paris, éditions Desclée de Brouwer (DDB), coll. « Religion & Politique », 2009, 198 p., Actes partiels du colloque Personne, bien commun et sens organisé par l'Institut catholique de Paris le 30 novembre 2007 (ISBN 978-2-220-06121-4 et 2-220-06121-3, OCLC 495194530, BNF 42057938, présentation en ligne)
  - Chroniqué par : Hubert Faes, « Comptes rendus », Transversalités, Institut Catholique de Paris, no 113,‎ janvier-mars 2010, p. 213-214 (lire en ligne) DOI 10.3917/trans.113.0207
- Le pape et le roi : Anagni, 7 septembre 1303, Paris, Gallimard, coll. « Les Journées qui ont fait la France », 2010, 270 p. (ISBN 978-2-07-077533-0, BNF 42160885)
  - Chroniqué par : Olivier Martin, « Recensions », Études, vol. 413, no 7,‎ 2010, p. 130 (lire en ligne)
- Notre-Dame : chute et résurrection, Paris, Presses de la Délivrance, 2019.